# 에리크 라멜라
에리크 마누엘 라멜라(스페인어: Erik Manuel Lamela, 1992년 3월 4일~ )는 아르헨티나의 전 축구 선수이며, 흔하게 에릭 라멜라라고 불린다. 과거 윙어로 활약하였다.

## 클럽 경력

### 리버 플레이트
라멜라는 2009년 6월 14일에 아르헨티나의 명문 클럽인 리버 플레이트에서 17세의 나이로 데뷔하였고, 2010년 12월 5일에 첫 번째 득점을 기록하였다. 2010-11 시즌부터 레귤러 멤버로서 출장하였고 34경기에 출장해 4골을 넣으며 활약했지만 아르헨티나 리그의 규정에 의해 강등 플레이오프에 참가하게 되었고 팀은 패하며 리버 플레이트 클럽 역사상 처음으로 2011년에 강등 당하게 되었다.

### AS 로마
라멜라는 2011년 8월 6일 이탈리아 세리에 A의 AS 로마로 유망주 치고는 상당히 비싼 €12m(약 190억원)의 이적료에 추가 €2m의 보너스 조항(20경기 출전시 지급)으로 이적하였다. 하지만 이적하고도 2011년 FIFA U-20 월드컵에 참가했을 때 얻은 부상으로 초반에 한동안 출장하지 못하다가 2011년 10월 23일 팔레르모 전에 처음으로 로마의 유니폼을 입고 선발 출장하여 멋진 데뷔 결승골을 넣으며 화려한 신고식을 치렀다. 첫 시즌부터 선발과 교체를 포함해 리그에서만 29경기에 출장하여 4골 6어시스트를 기록함으로써 로마의 우울한 시즌에도 불구하고 희망을 바라볼 수 있도록 해주었다. 두 번째 시즌 라멜라는 제만감독의 닥공전술에 잘적응하는 모습을 보이며 발군의 득점력을 보인다. 전반기에는 무려 6경기 연속 득점을 하는 등 엄청난 모습을 보여주었고, 34경기에 출전하여 15골 5어시스트를 기록하며, 첫 번째 시즌보다 두 배의 공격포인트를 올리는데 성공한다.

### 토트넘 핫스퍼
라멜라는 2013년 8월 30일 AS로마에서 토트넘 핫스퍼의 클럽레코드 €35m(약 500억원) 토트넘 핫스퍼로 이적하게 되었다. 데뷔전은 이틀 뒤인 아스날과의 북런던더비서 교체출장을 통하여 데뷔전을 치렀다.

### 세비야
2021년 7월 26일 약 300억과 브리안 힐을 포함한 스왑딜로 세비야로 이적했다.

## 국가대표 경력
2011년 FIFA U-20 월드컵에 아르헨티나 U-20 축구 국가대표팀으로 출전하여 조선민주주의인민공화국과 멕시코를 연파하는 데에 크게 기여했으며 멕시코 전에서 골을 넣었다. 16강 이집트와의 경기에서 페널티킥 2번을 모두 성공시켜 팀을 승리로 이끌었다. 현재 국가대표팀과 U-20 국가대표팀에서 모두 뛰고 있다. 2010년 3월 1일 스위스전에는 알레한드로 사벨라 감독의 의향으로 카를로스 테베스 대신 아르헨티나 국가 대표팀 선수 명단에 포함되었다. 한때 리그경기에서 심판의 눈을 속이고 상대선수의 얼굴에 침을 뱉어서 출장정지를 당하는 바람에 국가대표에서도 퇴출되었으나 징계가 풀리자 백업요원으로 다시 국가대표에 합류했다. 2014년 FIFA 월드컵 남아메리카 지역 예선에서는 콜롬비아전에서 퇴장당한 곤살로 이과인 대신 9번을 달고 국가대표에 들어갔다.
하지만 토트넘 홋스퍼 FC의 부진한 활약 때문에 2014년 FIFA 월드컵에서 아르헨티나 축구 국가대표팀 예비 엔트리에서조차 탈락했다.
코파 아메리카 센테나리오에서는 2015/2016 시즌 토트넘 홋스퍼 FC에서 맹활약으로 다시 아르헨티나 축구 국가대표팀에 발탁되었고 3골을 넣으며 대표팀에서도 좋은 활약을 펼쳤다.
그러나 리오넬 스칼로니 감독이 아르헨티나 축구 국가대표팀 감독으로 부임하면서 더 이상 차출되지 못하고 그 자리(등번호 7번)는 로드리고 데 파울이 가져갔다. 그리고 그렇게 라멜라가 제외된 상태로 아르헨티나는 2022년 FIFA 월드컵에서 통산 3회 우승을 차지했다.
희한하게 다른 시기에는 국가대표에 차출되면서 FIFA 월드컵 시기에만 국가대표에서 차출되지 못하는 바람에 FIFA 월드컵 커리어는 하나도 없다.

## 경력 통계

### 클럽팀
| 클럽팀        | 시즌    | 리그 | 리그 | 리그     | 컵   | 컵 | 컵       | 대륙컵 | 대륙컵 | 대륙컵   | 총합 | 총합 | 총합     |
| 클럽팀        | 시즌    | 출장 | 골   | 어시스트 | 출장 | 골 | 어시스트 | 출장   | 골     | 어시스트 | 출장 | 골   | 어시스트 |
| ------------- | ------- | ---- | ---- | -------- | ---- | -- | -------- | ------ | ------ | -------- | ---- | ---- | -------- |
| 리버 플레이트 | 2008–09 | 1    | 0    | 0        | —    | —  | —        | —      | —      | —        | 1    | 0    | 0        |
| 리버 플레이트 | 2009–10 | 1    | 0    | 0        | —    | —  | —        | —      | —      | —        | 1    | 0    | 0        |
| 리버 플레이트 | 2010–11 | 34   | 4    | 3        | —    | —  | —        | —      | —      | —        | 34   | 4    | 3        |
| AS 로마       | 2011–12 | 29   | 4    | 6        | 2    | 2  | 0        | 0      | 0      | 0        | 31   | 6    | 6        |
| AS 로마       | 2012–13 | 33   | 15   | 5        | 2    | 0  | 1        | 0      | 0      | 0        | 35   | 15   | 6        |
| 총합          | 총합    | 98   | 23   | 14       | 4    | 2  | 1        | 0      | 0      | 0        | 102  | 25   | 15       |

### 국가대표
| 국가대표팀      | 연도 | 출장 | 골 |
| --------------- | ---- | ---- | -- |
| 아르헨티나 U-20 | 2011 | 4    | 3  |
| 총합            | 총합 | 4    | 3  |
| 아르헨티나      | 2011 | 1    | 0  |
| 총합            | 총합 | 1    | 0  |

## 기타
- 3형제 중 차남으로 에리크를 비롯한 형제들의 이름이 모두 영어식이다. 형 브라이언 라멜라, 동생 엑셀 라멜라가 있다.
  - 동생인 엑셀이 부에노스 아이레스에서 에리크가 사준 최고급 승용차를 몰고 다니다가 괴한들에게 납치당했는데 괴한들은 엑셀이 잉글랜드 프리미어리그의 선수인 에리크 라멜라의 동생이라는 점을 모르는 채 단돈 12만원 상당의 금품만 요구했다. 가족들은 괴한들에게 12만원 상당의 금품을 주고 엑셀을 데려왔다.[3]

## 수상
- UEFA 유로파리그 : 2022-23
- 프리미어리그 이 달의 득점 : 21년 3월
- 프리미어리그 올해의 득점 : 2020-21
- FIFA 푸슈카시상 : 2021